# Колдино (Тверская область)
Колдино́ — деревня в Торопецком районе Тверской области. Входит в состав Василёвского сельского поселения.

## География
Деревня расположена в 2,5 км (по автодороге — 3,5 км) к северо-востоку от районного центра Торопец. Западная часть деревни примыкает к реке Торопа, через которую построен автомобильный мост.

## История
На топографической трехверстовой карте Фёдора Шуберта, изданной в 1871 году обозначена деревня Колдино. Имела 2 двора.
В списке населённых мест Псковской губернии за 1885 год значится деревня Колдино. Входила в состав Туровской волости Торопецкого уезда, имела 3 двора, 28 жителей.
На карте РККА 1923—1941 годов обозначена деревня Колдино. Имела 23 двора.

## Этимология
Название происходит от мужского личного имени Колда, что значит «хромой, колченогий», «колдующий человек».

## Улицы
В деревне 5 улиц:
- Центральная
- Береговая
- Клубная
- Речная
- Садовая

## Экономика
ООО «БЕРЕСТА» — пилорама.

## Население
Колдино — второй по количеству жителей населённый пункт Василёвского сельского поселения.
| 2010 |
| ---- |
| 95   |

Национальный состав
Согласно результатам переписи 2002 года, в национальной структуре населения русские составляли 96 % от жителей.

## Галерея

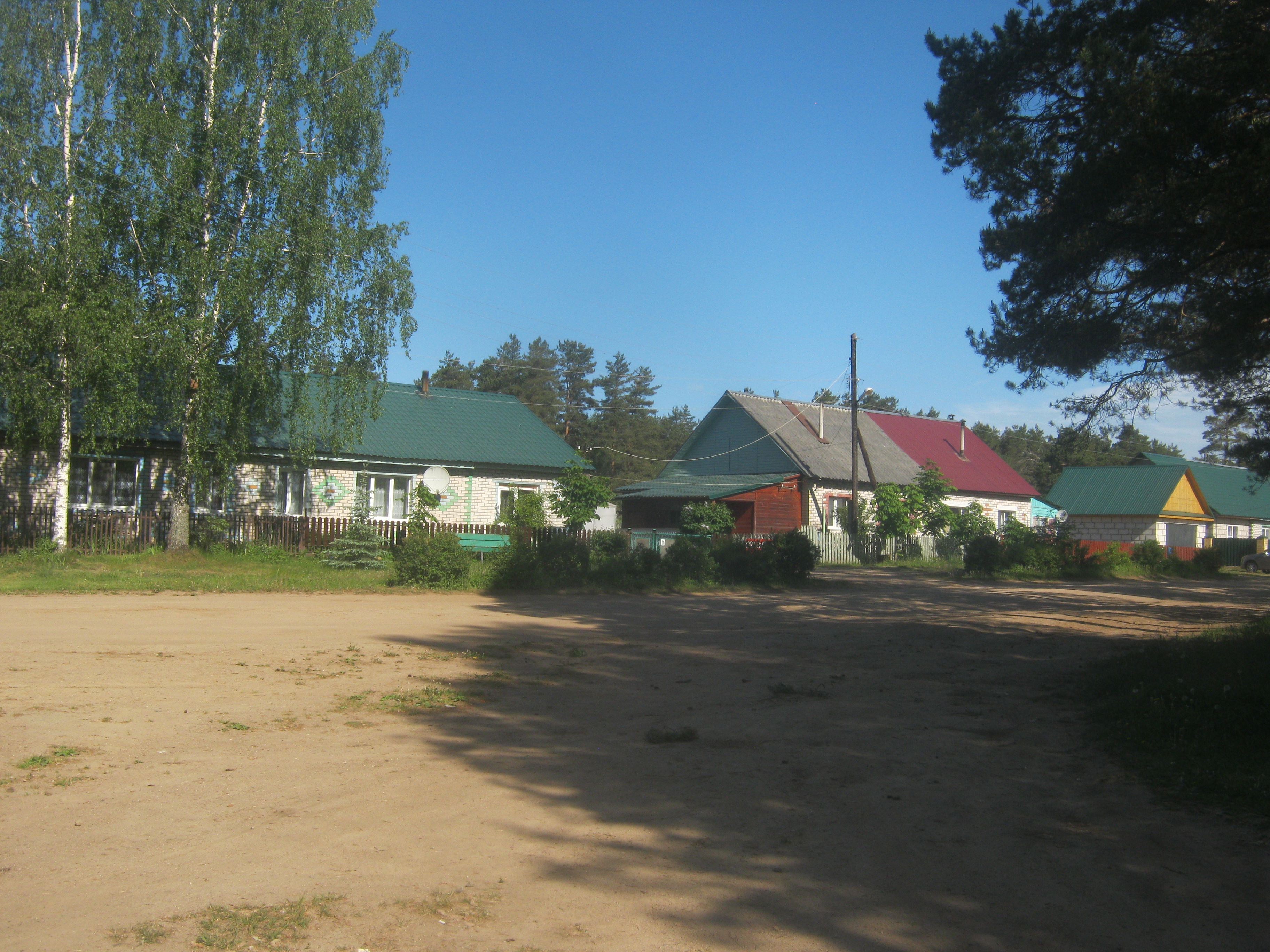
Улица Лесная
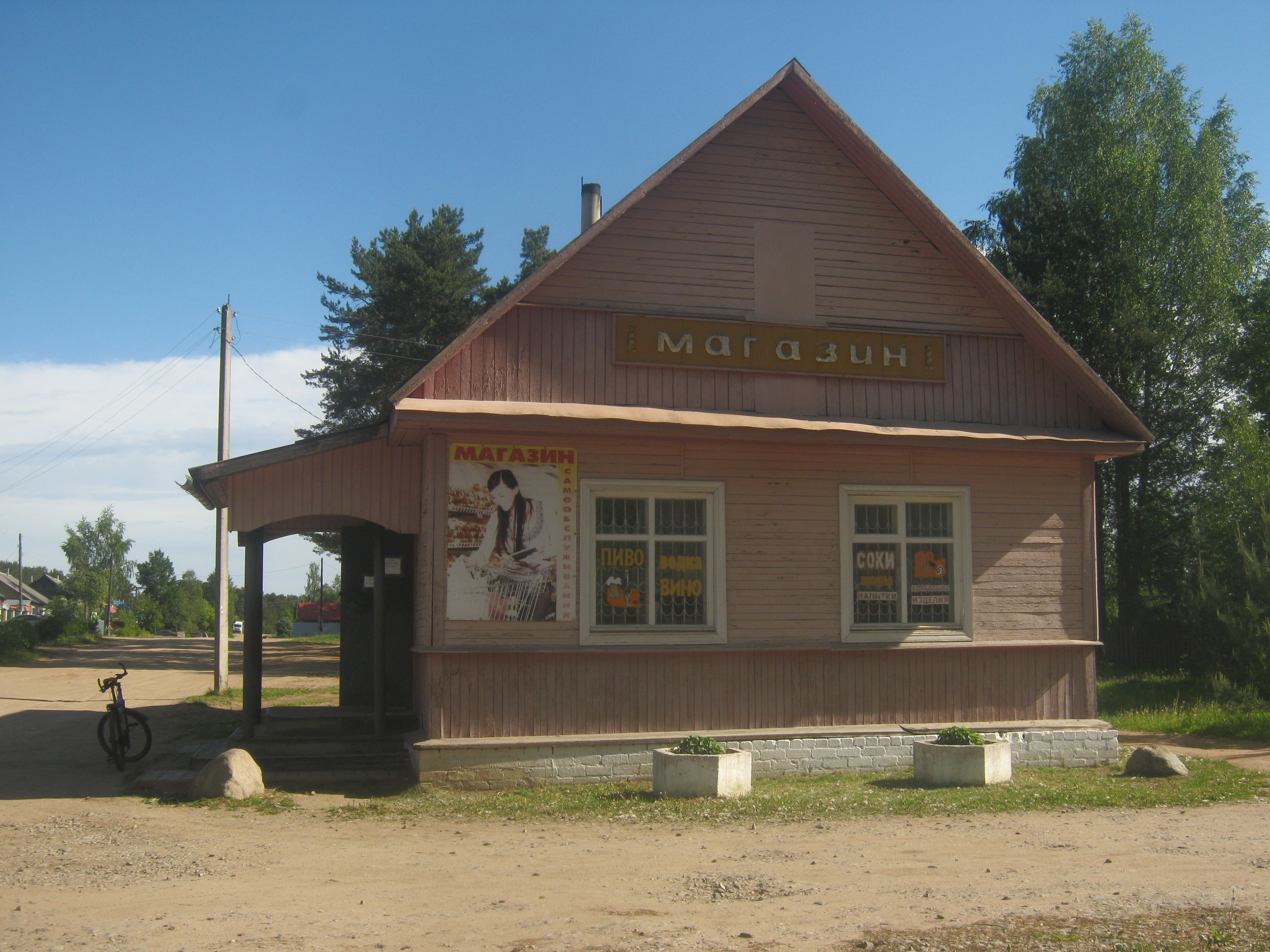
Магазин
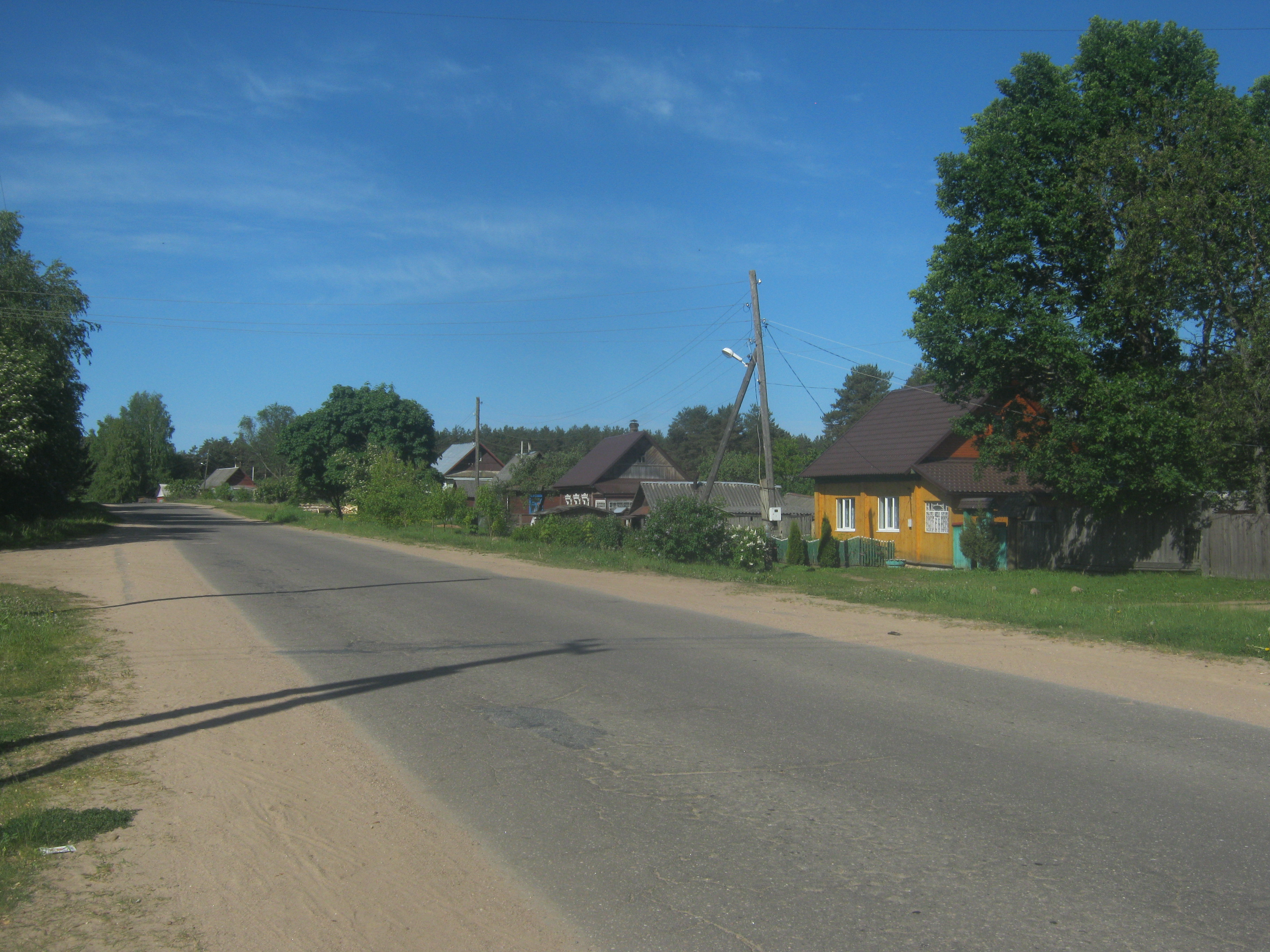
Центральная улица
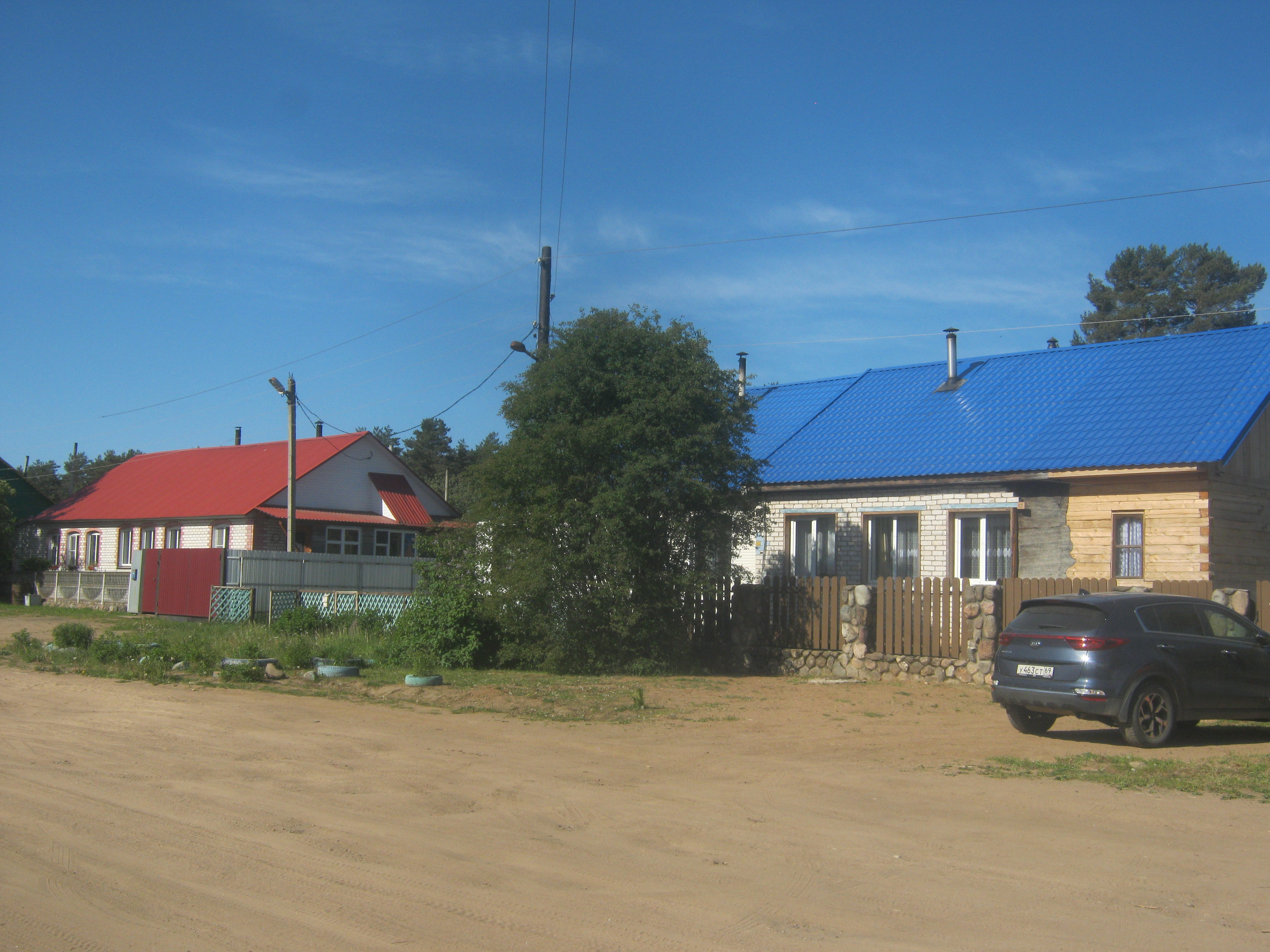
Улица Лесная